# Kristine Holzer
Kristine Holzer (* 21. März 1974 in Calgary) ist eine ehemalige US-amerikanische Eisschnellläuferin.

## Werdegang
Holzer nahm in der Saison 2001/02 in Heerenveen erstmals am Eisschnelllauf-Weltcup teil, wobei sie in der B-Gruppe den 16. Platz über 3000 m errang. Bei den Einzelstreckenweltmeisterschaften 2003 in Berlin kam sie auf den 17. Platz über 3000 m und bei der Mehrkampfweltmeisterschaft 2005 in Moskau auf den 23. Platz im Kleinen Vierkampf. Zudem erreichte sie in der Saison 2004/05 in Baselga di Piné mit dem fünften Platz in der Teamverfolgung ihre einzige Top-Zehn-Platzierung im Weltcup. In der Saison 2005/06 absolvierte sie in Turin ihre letzten Rennen im Weltcup, welche sie auf dem 13. Platz in der Teamverfolgung sowie in der B-Gruppe auf dem 11. Platz über 3000 m beendete und belegte dort bei den Olympischen Winterspielen 2006 den 27. Platz über 3000 m.

## Erfolge

### Olympische Spiele
- 2006 Turin: 27. Platz 3000 m

### Einzelstrecken-Weltmeisterschaften
- 2003 Berlin: 17. Platz 3000 m

### Mehrkampf-Weltmeisterschaften
- 2005 Moskau: 23. Platz Kleiner Vierkampf

## Persönliche Bestzeiten
| Disziplin | Zeit         | Datum             | Ort            |
| --------- | ------------ | ----------------- | -------------- |
| 500 m     | 41,52 s      | 8. Januar 2005    | Salt Lake City |
| 1000 m    | 1:20,18 min  | 15. Januar 2005   | Salt Lake City |
| 1500 m    | 1:58,24 min  | 8. Januar 2005    | Salt Lake City |
| 3000 m    | 4:08,46 min  | 18. November 2005 | Salt Lake City |
| 5000 m    | 7:11,31 min  | 31. Dezember 2005 | Salt Lake City |
| 10000 m   | 15:52,81 min | 31. Dezember 2005 | Calgary        |